# Люмен-секунда
Люмен-секунда — единица световой энергии в СИ. Международное обозначение: lm·s, русское: лм·с.

## Определение
Световая энергия в 1 лм·сек соответствует световому потоку 1 люмен, излучаемому или воспринимаемому за время в 1 секунду.

## Альтернативное определение
1 лм·сек соответствует 1 Дж энергии излучения со световой эффективностью 1 лм/Вт. То есть:
1 лм·с = 1 Дж × 1 лм/Вт.

## Кратные единицы
3600 люмен-секунд составляют люмен-час:
1 лм·ч = 3600 лм·с.

## Названия
Для люмен-секунды также используется название тальбот в честь английского физика Уильяма Тальбота, но оно не включено в официальную номенклатуру СИ.
1 Тб = 1 лм·с
В книге F. Cardarelli «Scientific Unit Conversion: A Practical Guide to Metrication», по-видимому ошибочно, указано, что тальбот является единицей световой энергии, но равняется 1 лм·с/Дж.
В системе СГС люмен-секунду называют также люмэрг или люмбэрг (люмберг). По аналогии, в СИ люмен-секунду можно было бы называть люмджоулем. Название люмэрг было введено Американским оптическим обществом в 1937 году, но в публикациях 1939-1945 гг. оно преобразовалось в люмберг.